# Tessa Parkinson
Tessa Parkinson, AOM (* 22. September 1986 in Perth) ist eine australische Seglerin.

## Erfolge
Tessa Parkinson nahm an den Olympischen Spielen 2008 in Peking in der 470er Jolle teil. Sie belegte gemeinsam mit Elise Rechichi in den ersten zehn Rennen viermal den zweiten Platz und gewannen eines davon, sodass sie sich für das medal race der zehn besten Boote qualifizierten. Sie belegten in diesem zwar nur den neunten Rang, das reichte jedoch für den ersten Platz. Parkinson und Rechichi wurden somit vor dem niederländischen und dem brasilianischen Boot Olympiasieger. Bei Weltmeisterschaften gewann Parkinson im selben Jahr gemeinsam mit Rechichi die Bronzemedaille.
Für ihren Olympiaerfolg erhielt Parkinson 2009 die Australia Order Medal.